# 鼻腔異物
鼻腔異物（ NFB ）是指進入鼻腔内的异物。症狀可能包括單側鼻腔出現惡臭分泌物。較常發生在個體的右側鼻腔。并发症可能包括鼻衄、感染和異物吸入。
常見被塞入鼻腔的物體包括紙張、小石頭、豆子和纽扣电池。風險因子包括各類精神疾病或发展障碍。診斷通常透過直接觀察鼻腔進行。有时可能需要輔以医学影像检查。
治療方法是取出異物。这可以用鼻鏡和镊子或钝弯探针来完成。让父母将嘴置于孩子的嘴上形成密封空間。然后，向孩子嘴里吹一口气，此方法可能有效。在鼻腔內滴入苯肾上腺素可能有幫助，操作过程中镇静也可能有帮助 。鼻腔異物通常是良性的，不需要緊急幹預，但是有些物體會造成嚴重傷害，需要緊急移除，這些物體包括電池和磁鐵等。
鼻腔異物最常发生在 2 至 5 岁的儿童中。男童發生的機率高於女童。